# Jesús Chuy Vera
José de Jesús Vera (Mérida, estado Mérida, Venezuela, 9 de febrero de 1969) es un exfutbolista y entrenador venezolano que actualmente se desempeña como ojeador del FC Dallas de la Major League Soccer de Estados Unidos.
Jugaba como centrocampista y su último equipo fue Estudiantes de Mérida de la Primera División de Venezuela.

## Trayectoria como futbolista
| Equipo                            | Temporadas |
| --------------------------------- | ---------- |
| Estudiantes de Mérida Fútbol Club | 1986-1987  |
| ULA Mérida                        | 1987-1988  |
| Club Sport Marítimo de La Guaira  | 1988-1990  |
| Deportivo Táchira Fútbol Club     | 1991       |
| ULA Mérida                        | 1992-1994  |
| Once Caldas                       | 1995       |
| Trujillanos Fútbol Club           | 1996       |
| Estudiantes de Mérida Fútbol Club | 1997-2000  |
| Independiente Santa Fe            | 2000       |
| Estudiantes de Mérida Fútbol Club | 2001-2003  |
| Unión Atlético Maracaibo          | 2003-2004  |
| Estudiantes de Mérida Fútbol Club | 2004-2006  |

## Trayectoria como técnico
| Equipo                            | Temporadas |
| --------------------------------- | ---------- |
| Estudiantes de Mérida Fútbol Club | 2008–2009  |
| Zamora Fútbol Club                | 2009-2011  |
| Deportivo Táchira Fútbol Club     | 2011       |
| Estudiantes de Mérida Fútbol Club | 2011-2013  |
| ACD Lara                          | 2013       |
| Mineros de Guayana                | 2016       |